# Гоуп (гора)
Маунт-Гоуп (англ. Mount Hope, укр. Надія) — гора висотою 3239 м, яка утворює центральну і найвищу вершину хребта Вічності на півночі Землі Палмера, Антарктичного півострова, в Антарктиді, частина території, на яку претендує Велика Британія; більш як вдвічі вища, ніж Бен Невіс, найвища вершина острова Велика Британія.

## Відкриття та дослідження

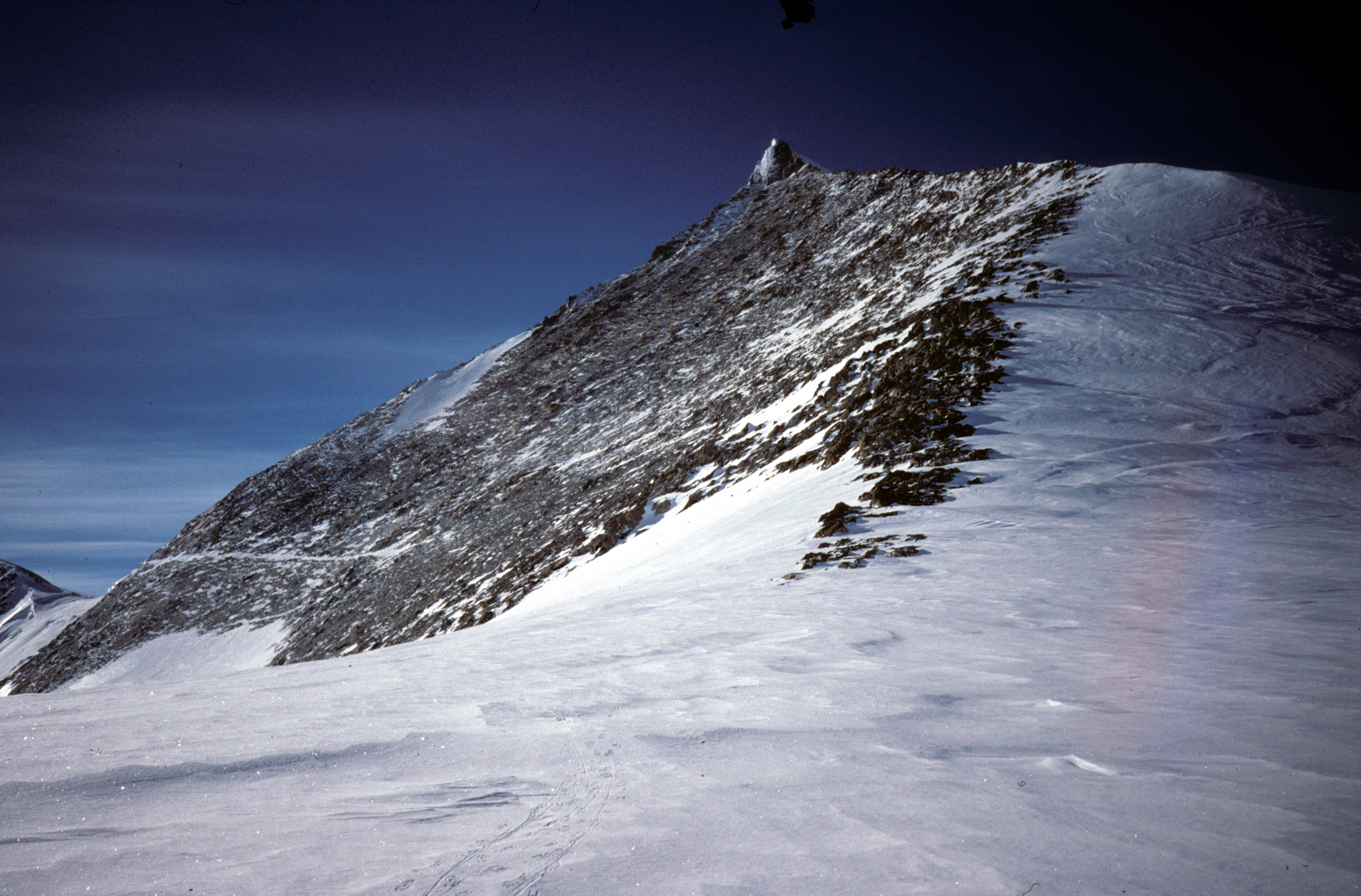
Гора Гоуп

Вперше гору було виявлено з повітря та названо Маунт-Гоуп американським полярним дослідником Лінкольном Еллсвортом під час польотів 21 та 23 листопада 1935 року. Ця гора є однією з трьох головних гір у хребті Вічності, яким Еллсворт дав імена Віра (2650 м), Надія та Благодійність (2680 м).
У листопаді наступного року гору обстежив та дав нове ім'я «Маунт-Вейкфілд» Джон Раймілл з Британської експедиції Гріма. Згодом її було сфотографовано з повітря Антарктичною службою Сполучених Штатів у вересні 1940 р., а в грудні 1947 р. Дослідницькою експедицією «Ронн». Уважне вивчення доповідей, карт та фотографій цих експедицій, а також додаткове обстеження місцевості Британською експедиціэю на Землі Грема у 1960 році призвело до висновку, що Маунт-Гоуп Еллсворта та Маунт-Вейкфілд Раймілла є одним і тим же географічним об'єктом. Заради історичної спадкоємності для цієї гори було збережено ім'я Маунт-Гоуп (назва Вейкфілд була перенесена на високогір'я Вейкфілд Гайленд, розташоване поблизу на північному заході).
У 2017 році після вивчення службою Британського Антарктичного дослідження матеріалів нових супутникових вимірювань, гора Маунт-Гоуп виявилася вищою на 377 м, ніж вважалося раніше і на 55 метрів вище гори Джексона (3184 м). Відповідно за своєю новою абсолютною висотою стала найвищою горою Землі Палмера і Антарктичного півострова, а за відносною висотою (2242 м) вона увійшла до списку Ультра-піків, витіснивши звідти гору Джексон з новою відносною висотою 1384 м.